# Hadronyche formidabilis
Hadronyche formidabilis  (лат.) — вид крайне ядовитых мигаломорфных пауков из семейства Hexathelidae, рода Hadronyche, обитающий в Квинсленде и Новом Южном Уэльсе.

## Таксономия
Вид был впервые описан в 1914 году Уилльямом Рэйнбоу, по найденной в окрестностях реки Ричмонд (Новый Южный Уэльс) самке, и причислен к роду Atrax. Рэйнбоу предполагал, что данный вид должен быть отнесён к другому роду, но получал возражения из-за отсутствия найденных на тот момент самцов. Название вида происходит от латинского formidabilis — «ужасающий».

## Описание

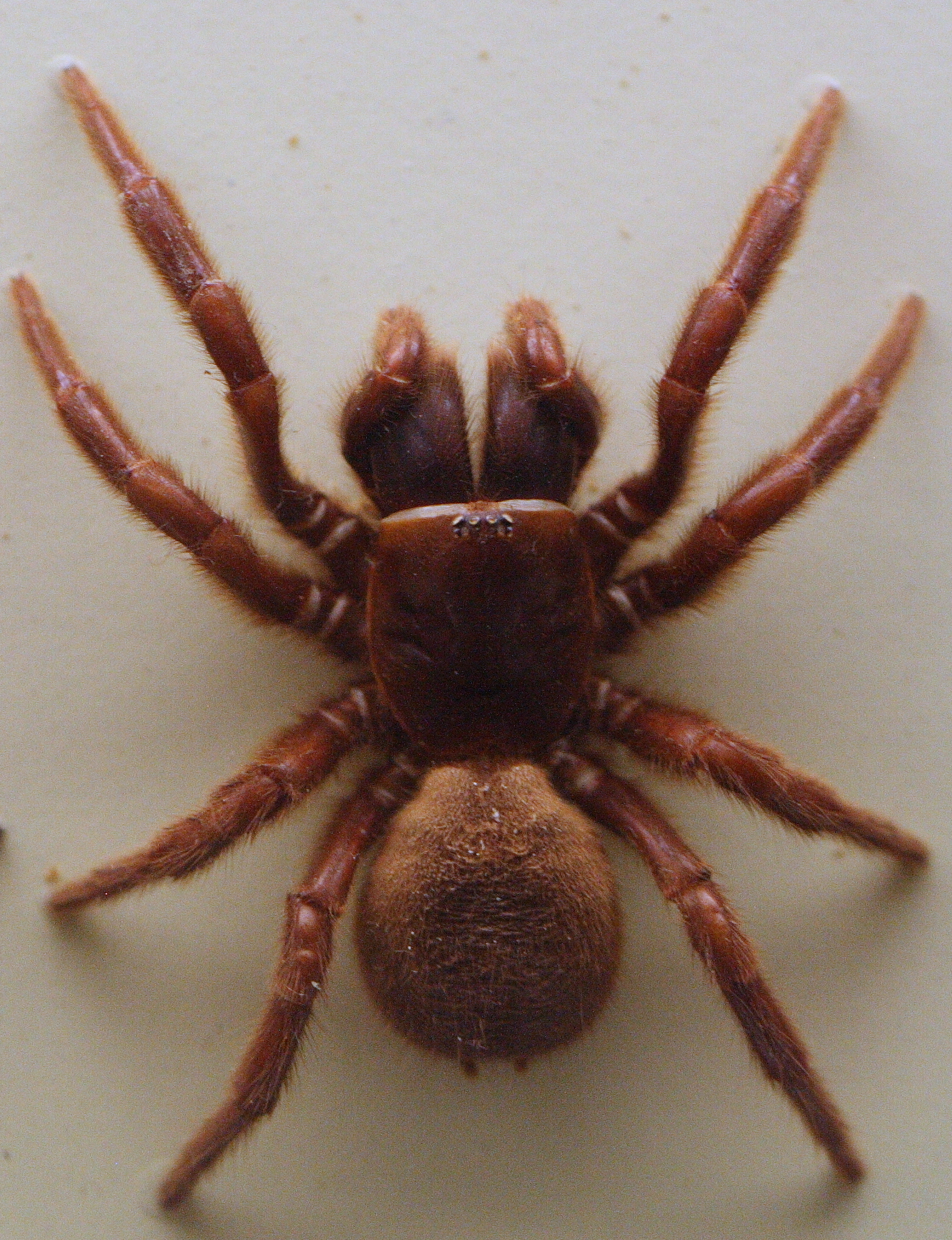
Самка

У пауков данного вида блестящая черная головогрудь и матовые, от темно-коричневого до черного цвета, лапы, хелицеры и брюшко. Верхняя поверхность брюшка может иметь сливовый или лиловый оттенок. Головогрудь обоих полов длиннее и тоньше, чем у других членов рода Hadronyche. Длина 40-50 мм, это самый крупный представитель подсемейства Atracinae. Внешне очень похожи на Hadronyche infensa, отличием является наличие шпоры на голени второй пары ног у самцов Hadronyche formidabilis.

## Распространение и биология
Обитают в восточной части Австралии от юго-восточного Квинсленда до реки Хантер в Новом Южном Уэльсе. Наряду с Hadronyche cerberea, являются единственными видами семейства Hexathelidae живущими преимущественно на деревьях. Обитают в гниющей древесине, трещинах стволов и дуплах, обычно на эвкалиптах и растениях-эпифитах. Были найдены на деревьях на высоте 30 метров. Активны после дождя и в ночное время, днём ищут убежище. Не умеют прыгать. Основной рацион составляют жуки-вредители деревьев.

## Токсичность
Яд Hadronyche formidabilis считается самым токсичным в семействе Hexathelidae, и является потенциально опасным для человека. В пяти из восьми зарегистрированных случаев укусов человека была зафиксирована тяжёлая интоксикация. В качестве противоядия применяется сыворотка для вида Atrax robustus.
Первые симптомы наблюдаются через 15-20 минут после укуса. Несмотря на отсутствие в яде атроксина и атраксотоксина, как у Atrax robustus, симптомы очень схожи с последствиями его укуса. К общим симптомам относятся потоотделение, синусовая тахикардия, боль в месте укуса, мышечные спазмы и судороги, гипертония, галлюцинации, тошнота и рвота. Отек легких часто происходит на ранней стадии интоксикации. Из-за крупных размеров впрыскивают большое количества яда, потому являются самыми смертельноопасными пауками в мире.